# Kemama
Kemama (Slang für „Okay, Mama“) ist ein Popsong vom tschechischen Sänger Benny Cristo, mit dem er Tschechien beim Eurovision Song Contest 2020 vertreten sollte.

## Hintergrund
Benny Cristo ging aus dem nationalen Vorentscheid Eurovision Song CZ 2020 mit Kemama als Sieger hervor, wobei er bei der Online-Umfrage die meisten Stimmen erhielt, sowie von der Jury auf den zweiten Platz gesetzt wurde.
Am 20. Januar 2020 wurde das Musikvideo zu Kemama veröffentlicht, welches unter der Regie von Tomas Kasal entstand. Ende Januar veröffentlichte Cristovao eine unplugged Version seines Titels, welche am Klavier von Adam Albrecht begleitet wurde.
Cristo veröffentlichte im März eine überarbeitete Version, welche eine Woche später eine weitere Überarbeitung erfuhr.

## Musik und Text
Das Lied ist stark durch die genretypischen Merkmale der elektronischen Tanzmusik und des Reggae geprägt. Charakteristisch ist der über den ganzen Song mit Delay gespielte Synthesizer. Der Beat ist im Laufe der Strophen verhalten und hauptsächlich durch den Four-on-the-floor-Rhythmus wahrnehmbar. Im Refrain wird der Beat komplexer und ist u. a. mit Handclaps auf der zweiten und vierten Note im 4/4-Takt versehen.
Der Text ist komplett in englischer Sprache verfasst. Cristo leitet den Refrain mit den Worten „Ok, mama, you know“ (dt.: „Okay Mama, du weißt“) ein, woraus sich auch der Titel ableiten lässt. So ist „Kemama“ als Slang, bzw. umgangssprachliche Schreibweise der Worte „Okay Mama“ zu verstehen.

## Rezeption
Eine überarbeitete Version des Titels rief bei Fans große Kritik hervor. Cristo äußerte sich daraufhin in einem sechseinhalb Minuten langen Video auf Instagram, in welchem er erklärte, er wolle herausfinden, ob ein Fehler gemacht wurde. Eine des Magazins Wiwibloggs initiierte Umfrage ergab, dass zwei Drittel der Abstimmenden sich für die ursprünglich veröffentlichte Version aussprachen.

## Beim Eurovision Song Contest
Tschechien hätte im zweiten Halbfinale des Eurovision Song Contest 2020 mit diesem Lied auftreten sollen. Aufgrund der fortschreitenden COVID-19-Pandemie wurde der Wettbewerb jedoch abgesagt.